# 磅巷自動扶手電梯系統
磅巷自動扶手電梯系統（英語：Pound Lane Escalator System），又稱第二條中環至半山自動扶梯系統（英語：The Second Central-Mid-Levels Escalator System），是香港一個擬建的行人自動扶手電梯系統，位於香港島中西區，連接上環至半山區，以輔助中環至半山自動扶梯系統。

## 選址
自中環至半山自動扶梯系統於1993年啟用後，中西區區議會一直爭取在鄰近的卑利街興建一個與之平行的系統。
2010年3月，運輸署指出接獲中西區區議會建議的卑利街、城皇街、樓梯街以及磅巷，合共4個方案，惟卑利街和城皇街方案均因為太接近（100米內）現有的扶手電梯系統而未有獲得進一步考慮。
剩下來的兩個方案中，由於樓梯街其時已被古物古蹟辦事處列為一級歷史建築，故剩下來的選址便只有磅巷一個。

## 計劃內容
運輸署初步選址在太平山街至般咸道一段磅巷興建，括8部單向有蓋的行人扶手電梯和一座行人天橋，闊度約1米，沿線亦會加設輪椅升降台。由於磅巷走線部分路段的闊度不足夠以容納擬建的行人扶手電梯系統，故此需要徵用磅巷附近現有社區及政府設施的部分地方，當中磅巷公廁及浴室都需要拆卸重置，卜公花園及般咸道休憩花園部分地方將會被徵用，甚至醫院道的食物安全中心部分後院地方亦不能夠幸免。

## 坊間意見
地區人士則希望新扶手電梯系統可以像第一條中環至半山自動扶梯系統般，讓使用者由皇后大道中直上半山區，又指出電梯設計屬於單向，不能夠滿足需求，而且相關位置是上環，美其名是中半山第二條半山行人扶手電梯，實際上只是西半山電梯。
立法會議員陳淑莊和民建聯立法會議員亦支持此項目，以紓緩半山的交通問題。但是有鄰近的居民擔心磅巷將會成為第二個蘇豪區，要求有關部門限制酒吧設立及營運時間以減少對居民的噪音滋擾。香港政府認為磅巷可以服務心比較大的住宅區域及比較多香港市民，與現有同類的行人設施亦比較少重疊，而且對區內歷史建築物影響最小。此外，磅巷關注組表示，擔心興建電梯將會破壞區內幽靜及具有歷史價值的環境，加上每日途經磅巷的人流為3,000，而且路程短、不陡斜，認為無興建電梯的需要。

## 外部連結
- 磅巷扶手電梯 （页面存档备份，存于） 路政署